# Chromosomensatz

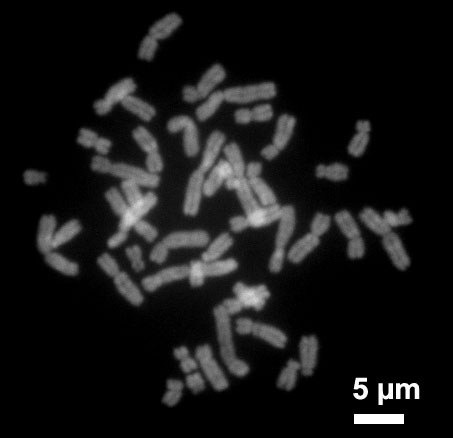
Chromosomenbestand eines Lymphozyten eines weiblichen Menschen: 46 Chromosomen.
Die mikroskopische Aufnahme zeigt gefärbte Metaphase-Chromosomen, die mit je zwei Chromatiden vorliegen.

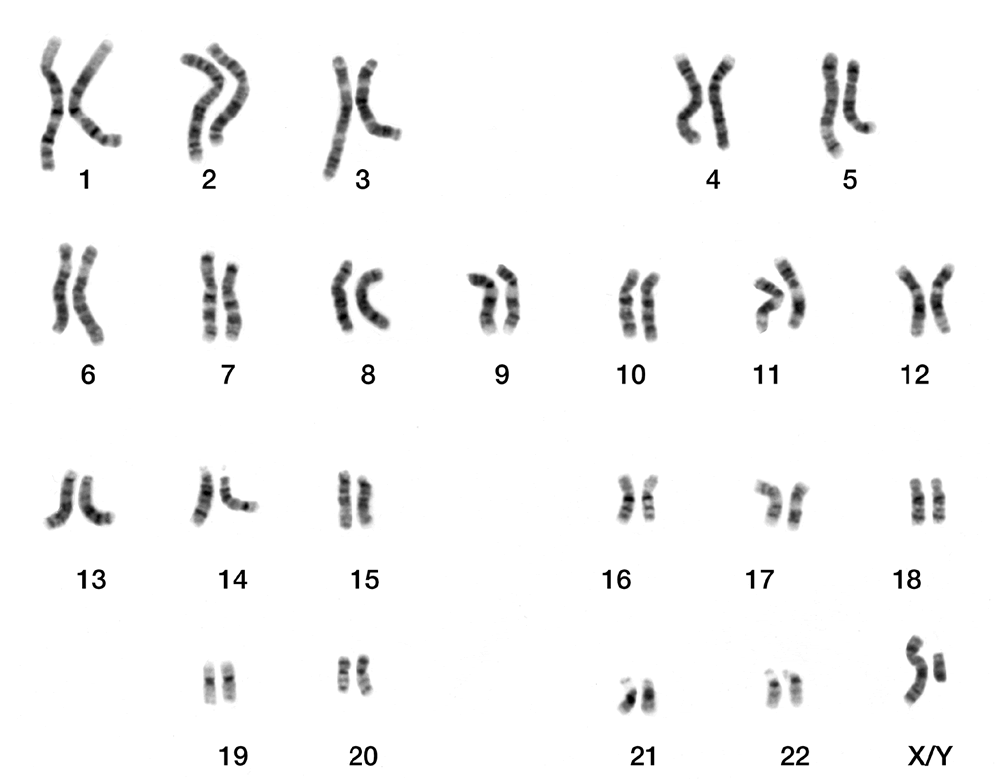
Karyogramm eines männlichen Menschen – paarweise Zuordnung des zweifachen Chromosomensatzes

Chromosomensatz bezeichnet in der Genetik von Eukaryoten den Bestand an Chromosomen im Zellkern einer Zelle.  
Werden die Chromosomen einer eukaryoten Zelle genauer untersucht und miteinander verglichen, so finden sich oft Chromosomen von gleicher Größe, die auch homologe Gene enthalten. Liegen im Zellkern jeweils zwei solcher einander entsprechenden homologen Chromosomen vor, so hat die Zelle einen zweifachen Chromosomensatz (2n); dies wird als diploid bezeichnet. Beim Menschen wie den meisten Wirbeltieren ist dieser Zustand in den meisten Körperzellen gegeben, sie haben einen zweifachen Chromosomensatz. Beim Menschen sind dies insgesamt 46 Chromosomen: jeweils zwei Exemplare von Chromosom 1, von Chromosom 2 und so weiter bis Chromosom 22 (44 Autosomen) und zwei Geschlechtschromosomen (2 Gonosomen), nämlich zwei X-Chromosomen bei weiblichen oder ein X- und ein Y-Chromosom bei männlichen. 
Menschliche Keimzellen dagegen haben einen einfachen Chromosomensatz (1n), sie sind haploid, da die Zahl der Chromosomen pro Zelle durch die Reduktionsteilung in der Meiose halbiert wurde. Ein einfacher menschlicher Chromosomensatz besteht aus 23 Chromosomen (n = 23), nämlich einem Chromosom 1, einem Chromosom 2 und so weiter bis Chromosom 22 und einem Geschlechtschromosom, also dem X-Chromosom oder dem Y-Chromosom.  
Hat eine Zelle einen für sie normalen Chromosomensatz (n) oder ein ganzzahliges Mehrfaches dessen (2n, 3n, …), so ist sie euploid. Tritt eine davon abweichende Chromosomenanzahl auf, also zu viele oder zu wenige Chromosomen, wird dies als Aneuploidie bezeichnet.

## Bezeichnungen je nach Zahl der Chromosomensätze
1. Haploidie, einfacher Chromosomensatz
2. Diploidie, zweifacher Chromosomensatz
3. Triploidie, dreifacher Chromosomensatz
4. Tetraploidie, vierfacher Chromosomensatz

Bei einem mehrfachen Chromosomensatz über 2n spricht man auch von Polyploidie. 
Die Anzahl von Chromosomensätzen kann zur Klassifizierung von Organismen dienen:
- Haplonten
- Diplohaplonten
- Diplonten

Die Zusammensetzung von Chromosomensätzen kann zur Charakterisierung von Zellzuständen dienen:
- Homozygotie
- Hemizygotie
- Heterozygotie